# Liparis terrestris
Liparis terrestris är en orkidéart som beskrevs av James Boughtwood Comber. Liparis terrestris ingår i släktet gulyxnen, och familjen orkidéer.
Artens utbredningsområde är Java. Inga underarter finns listade i Catalogue of Life.